# نیل وینیل
نیل وینیل (انگلیسی: Nil Vinyals؛ زادهٔ ۲۱ سپتامبر ۱۹۹۶) بازیکن فوتبال اهل اسپانیا است.